# Fereydoun Farrokhzad
Fereydoun Farrokhzad (Teheran, 7 ottobre 1938 – Bonn, 7 agosto 1992) è stato un poeta, attore e showman iraniano, ucciso da agenti iraniani in Germania

.

## Biografia
Farrokhzad ha prodotto un programma radiofonico settimanale per la "Voice of the Flag of Freedom Organization of Iran", la stazione radio dell'Organizzazione di Kaviyani Banner, una "organizzazione di sostenitori in esilio della monarchia iraniana. .
La sera del 3 agosto 1992 gli agenti di polizia risposero alle grida di aiuto nell'edificio dove viveva Farrokhzad, ma non furono in grado di identificare l'appartamento da cui provenivano le urla. L'8 agosto, il corpo di Farrokhzad venne ritrovato nella cucina del suo appartamento a Bonn, in Germania, dopo che i vicini riferirono di aver udito abbaiare i suoi due cani. Farrokhzad era stato ucciso violentemente, dopo essere stato pugnalato ripetutamente al viso e alla parte superiore del torso.
Prima del suo omicidio, Farrokzhad era stato coinvolto nella produzione di un programma radiofonico dell'opposizione e avrebbe ricevuto minacce di morte. Nella sua mostra alla Royal Albert Hall di Londra criticò Khomeini e prese in giro la sua ossessione per il sesso nel suo libro Ressaleh, a cui sono seguite altre minacce di morte.
Nel 2017 a San Francisco viene dedicata in sua memoria una targa con la descrizione: "Intrattenitore musulmano e attivista politico martirizzato che ha combattuto per avere una società libera e aperta per l'Iran, la sua patria e per le persone di tutto il mondo".